# Petr Ehrenfeld
Petr Ehrenfeld (ur. 1866 w Brnie, zm. 1936 w Pradze) – urzędnik czechosłowacki, wicegubernator Rusi Podkarpackiej.
Był wicegubernatorem w latach 1921–1923, kiedy to ze względów politycznych stanowisko gubernatora nie było obsadzone. Działania jego ustabilizowały sytuację polityczną i ekonomiczną Rusi. Wspierał odrodzenie narodowe Rusinów poprzez kodyfikację języka rusińskiego i wydawanie czasopisma "Rusyn". Walczył o ograniczenie liczby emigrantów rosyjskich i ukraińskich na terenie Rusi, co nie zostało zrealizowane przez rząd centralny w Pradze.
W 1923 wskutek skandalu finansowego zrezygnował ze stanowiska.